# Rokosz łowicki
Rokosz łowicki – rokosz zawiązany we wrześniu 1697 pod przewodnictwem prymasa Michała Radziejowskiego. Jednoczył przeciwników Augusta II Mocnego popierających kandydaturę księcia Conti na króla Polski.
August został wybrany mniejszością głosów, insygnia koronacyjne wykradziono ze skarbca na Wawelu przez dziurę wybitą w ścianie, koronacji, wbrew woli prymasa Radziejowskiego, samowolnie dokonał jego zastępca, biskup kujawski Stanisław Kazimierz Dąmbski, zyskując mało chwalebne miano rajfura korony polskiej.
Zwołania sejmu pacyfikacyjnego dla pogodzenia obu obozów żądała część posłów na sejm koronacyjny 1697.
Sejm 1698 został w większości zbojkotowany podczas wyborów, obrady zerwano przed wyborem  marszałka.
Sejm 1699 uznał Augusta Mocnego za legalnego władcę, nakazując mu powtórzenie przysięgi na pacta conventa i dodając nowe warunki (usunięcie z kraju wojsk saskich z wyjątkiem 1200 gwardzistów, zakaz zaciągania nowych wojsk). Król pozornie przystał na warunki, liczbę wojsk saskich zamiast zmniejszyć zwiększył (pod pretekstem uspokojenia kolizji litewskiej), wkrótce zawarł traktat preobrażeński, z którego wynikła III wojna północna (Rzeczpospolita początkowo pozostawała w niej neutralna, jednak walki toczono na jej ziemiach).